# Championnat de Grèce de football 2018-2019
Navigation
2017-2018 2019-2020
La saison 2018-2019 de Super League est la 60e édition de la première division grecque sous sa forme actuelle. Le championnat est composé de 16 équipes qui affrontent successivement les quinze autres à deux reprises sur trente journées. L'AEK Athènes tente de défendre son titre contre quinze autres équipes dont deux promus de deuxième division.
Le PAOK Salonique remporte la compétition pour la troisième fois de son histoire, après 1976 et 1985.

## Équipes participantes
AEK Athènes
Atromitos
Apollon Smyrnis
Panathinaïkos
Paniónios
Un total de seize équipes participent au championnat, quatorze d'entre elles étant déjà présentes la saison précédente, auxquelles s'ajoute l'Aris Salonique et l'OFI Crète, promus de deuxième division qui remplacent l'AO Kerkyra et le Platanias FC, relégués lors de la dernière édition. Six clubs sont localisés dans la ville d'Athènes et deux dans la ville de Thessalonique.
Parmi ces équipes, trois d'entre elles n'ont jamais quitté le championnat depuis sa fondation en 1959 : l'Olympiakos, le Panathinaïkos et le PAOK Salonique. En dehors de ceux-là, l'AO Xanthi évolue continuellement dans l'élite depuis 1989 tandis que le Paniónios GSS est présent depuis 1997.
Légende des couleurs
- Troisième tour de qualification de la Ligue des champions 2018-2019
- Deuxième tour de qualification de la Ligue des champions 2018-2019
- Troisième tour de qualification de la Ligue Europa 2018-2019
- Deuxième tour de qualification de la Ligue Europa 2018-2019
- Promu de deuxième division

| Équipe           | Se maintient depuis | Classement 2017-2018 | Entraîneur         | Stade                          | Capacité |
| ---------------- | ------------------- | -------------------- | ------------------ | ------------------------------ | -------- |
| AEK Athènes      | 2015                | 1                    | Marínos Ouzounídis | Stade olympique d'Athènes      | 70 000   |
| PAOK Salonique   | 1959                | 2                    | Răzvan Lucescu     | Stade de Toúmba                | 28 700   |
| Olympiakos       | 1959                | 3                    | Pedro Martins      | Stade Karaïskaki               | 32 115   |
| Atromitos FC     | 2010                | 4                    | Damir Canadi       | Stade Peristeri                | 10 000   |
| Asteras Tripolis | 2009                | 5                    | Georgios Paraschos | Stade Theodoros Kolokotronis   | 7 616    |
| AO Xanthi        | 1989                | 6                    | Milan Rastavac     | Xanthi Arena                   | 7 422    |
| Paniónios GSS    | 1997                | 7                    | Apostolos Mantzios | Stade Nea Smyrni               | 12 200   |
| Panetolikós FC   | 2013                | 8                    | Traïanós Déllas    | Stade Panetolikós              | 7 000    |
| PAS Giannina     | 2011                | 9                    | Ioannis Petrakis   | Stade Zosimades                | 8 000    |
| APO Levadiakos   | 2011                | 10                   | Nikos Karageorgiou | Stade municipal de Levadia     | 6 000    |
| Panathinaïkos    | 1959                | 11                   | Giorgos Donis      | Stade Apóstolos Nikolaïdis     | 16 620   |
| AEL Larissa      | 2016                | 12                   | Gianluca Festa     | AEL Arena                      | 16 118   |
| PAS Lamia        | 2017                | 13                   | Makis Chavos       | Stade municipal de Lamia       | 6 000    |
| Apollon Smyrnis  | 2017                | 14                   | Babis Tennes       | Stade Georgios Kamaras         | 14 856   |
| OFI Crète        | 2018                | 1 (D2)               | Nikos Papadopoulos | Stade Theódoros-Vardinogiánnis | 9 088    |
| Aris Salonique   | 2018                | 2 (D2)               | Savvas Pantelidis  | Stade Kleánthis-Vikelídis      | 22 800   |

## Déroulement de la saison

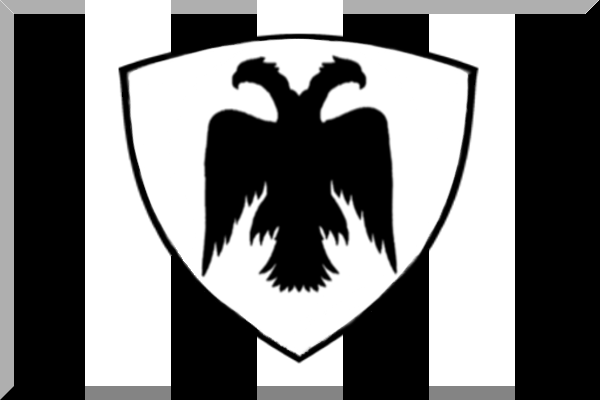
Logo du PAOK Salonique

Le calendrier de la saison est dévoilé le 9 août 2018.
Le Panathinaïkos commence la compétition avec six points de pénalité pour des raisons financières, tandis que le PAOK Salonique démarre avec deux points de pénalité à la suite des incidents de la saison passée.
Le 12 octobre 2018, la fédération retire trois points à l'AEK Athènes à cause d'incidents lors du match contre l'Olympiakos.
Le 20 décembre 2018 après l'agression d'un arbitre, le championnat est suspendu avant la 15e journée à la suite d'une grève des arbitres, le championnat reprend le 12 janvier 2019.
Le 17 mars 2019, le derby Panathinaïkos contre Olympiakos est interrompu à la 70e minute sur le score de 0-1. Le Panathinaikos est dans un premier temps sanctionné d'un retrait de 3 points, tandis que le match doit être mené à son terme ultérieurement. Cette décision est cependant changée le 17 avril, le Panathinaïkos se voyant cette fois ci donné match perdu 3-0 tandis que 5 points lui sont finalement retirés.

## Compétition

### Règlement
Le classement est établi sur le barème de points classique (victoire à 3 points, match nul à 1, défaite à 0).
En cas d'égalité entre 
- 2 équipes: On tient compte de la différence de buts particulière lors de leurs affrontements directs.
- Plus de 2 équipes: On tient compte des résultats entre toutes les équipes à égalité de points.

### Classement
| Rang | Équipe           | Pts   | J  | G  | N  | P  | Bp | Bc | Diff |
| ---- | ---------------- | ----- | -- | -- | -- | -- | -- | -- | ---- |
| 1    | PAOK Salonique C | 80-2  | 30 | 26 | 4  | 0  | 66 | 14 | +52  |
| 2    | Olympiakos       | 75    | 30 | 24 | 3  | 3  | 71 | 17 | +54  |
| 3    | AEK Athènes T    | 57-3  | 30 | 18 | 6  | 6  | 50 | 19 | +31  |
| 4    | Atromitos FC     | 52    | 30 | 14 | 8  | 8  | 41 | 28 | +13  |
| 5    | Aris Salonique P | 49    | 30 | 15 | 4  | 11 | 46 | 33 | +13  |
| 6    | Paniónios GSS    | 38    | 30 | 11 | 5  | 14 | 27 | 45 | -18  |
| 7    | PAS Lamia        | 37    | 30 | 9  | 10 | 11 | 28 | 37 | -9   |
| 8    | Panathinaikos    | 36-11 | 30 | 13 | 8  | 9  | 38 | 30 | +8   |
| 9    | Panetolikós FC   | 36    | 30 | 10 | 6  | 14 | 34 | 48 | -14  |
| 10   | AEL Larissa      | 34    | 30 | 8  | 10 | 12 | 26 | 34 | -8   |
| 11   | Asteras Tripolis | 33    | 30 | 8  | 9  | 13 | 25 | 30 | -5   |
| 12   | AO Xanthi        | 32    | 30 | 7  | 11 | 12 | 22 | 34 | -12  |
| 13   | OFI Crète P      | 32    | 30 | 7  | 11 | 12 | 30 | 42 | -12  |
| 14   | PAS Giannina     | 27    | 30 | 7  | 6  | 17 | 19 | 38 | -19  |
| 15   | APO Levadiakos   | 21    | 30 | 5  | 6  | 19 | 15 | 45 | -30  |
| 16   | Apollon Smyrnis  | 10    | 30 | 2  | 4  | 24 | 11 | 55 | -44  |

Qualifications européennes
- 1er : qualification pour le troisième tour de qualification pour champions de la Ligue des champions 2019-2020
- 2e : qualification pour le deuxième tour de qualification pour non-champions de la Ligue des champions 2019-2020
- 3e : qualification pour le troisième tour de qualification de la Ligue Europa 2019-2020
- 4e et 5e : qualification pour le deuxième tour de qualification de la Ligue Europa 2019-2020

Relégation en deuxième division
- 13e : barrage de relégation
- 14e à 16e : relégation

Abréviations
- T : Tenant du titre
- C : Vainqueur de la Coupe de Grèce 2018-2019
- P : Promu de deuxième division
- -2 : Points de pénalité

1. 1 2 3  On ne peut pas exactement parler de promotion pour ces clubs puisqu'ils ont directement rejoint le championnat dès sa date de création en 1959. Depuis cette date, ils n'ont jamais connu de relégation.
2. ↑  Le PAOK Salonique se voit retirer deux points avant le début de la saison en raison des multiples incidents ayant eu lieu la saison précédente.
3. ↑  L'AEK Athènes se voit retirer trois points à la suite d'incidents lors du match contre l'Olympiacos.
4. ↑  Le Panathinaikos se voit retirer six points avant le début de la saison pour des raisons financières. Par la suite, après les incidents lors de la rencontre contre l'Olympiacos, le club se voit retirer cinq points supplémentaires au mois d'avril 2019, pour une pénalité totale de onze points.

### Résultats
| Résultats (▼dom., ►ext.)                                   | AEK | APO | ARI | AST | ATR | CRE | GIA | LAM | LAR | LEV | OLY | PAN | PNE | PNI | PAOK | XAN |
| AEK Athènes                                                |     | 2-1 | 4-0 | 3-0 | 0-2 | 1-0 | 2-0 | 2-0 | 0-1 | 1-0 | 1-1 | 0-0 | 4-0 | 4-0 | 1-1  | 2-0 |
| Apollon Smyrnis                                            | 0-2 |     | 1-2 | 0-2 | 1-1 | 0-0 | 1-2 | 0-3 | 0-1 | 0-0 | 0-2 | 1-3 | 0-1 | 0-2 | 1-5  | 1-0 |
| Aris Salonique                                             | 2-0 | 5-0 |     | 2-0 | 0-2 | 3-1 | 1-0 | 1-0 | 2-0 | 2-0 | 0-1 | 1-1 | 1-2 | 1-1 | 1-2  | 7-2 |
| Asteras Tripolis                                           | 0-1 | 2-0 | 0-3 |     | 1-1 | 2-1 | 1-0 | 0-0 | 2-0 | 0-0 | 0-2 | 1-1 | 3-0 | 3-0 | 0-3  | 0-1 |
| Atromitos FC                                               | 0-1 | 1-0 | 4-2 | 3-2 |     | 0-2 | 1-0 | 1-0 | 2-0 | 1-0 | 1-2 | 2-0 | 2-2 | 3-0 | 1-1  | 0-0 |
| OFI Crète                                                  | 0-3 | 0-0 | 1-2 | 1-1 | 1-1 |     | 1-0 | 1-3 | 0-0 | 2-0 | 1-0 | 3-1 | 3-0 | 1-1 | 1-3  | 0-0 |
| PAS Giannina                                               | 0-4 | 1-0 | 1-0 | 0-0 | 0-2 | 1-1 |     | 0-0 | 0-0 | 2-0 | 1-2 | 1-0 | 0-2 | 3-1 | 0-2  | 0-0 |
| PAS Lamia                                                  | 2-2 | 2-1 | 0-3 | 0-0 | 2-1 | 1-1 | 2-0 |     | 2-1 | 3-2 | 1-3 | 1-0 | 0-2 | 1-0 | 0-1  | 0-0 |
| AEL Larissa                                                | 0-0 | 3-0 | 0-0 | 2-1 | 0-1 | 0-0 | 2-0 | 1-2 |     | 1-1 | 0-3 | 1-3 | 1-0 | 4-2 | 1-1  | 1-1 |
| APO Levadiakos                                             | 0-3 | 1-0 | 1-0 | 0-2 | 0-2 | 2-1 | 0-2 | 1-1 | 1-1 |     | 0-2 | 0-0 | 1-0 | 1-2 | 1-2  | 1-2 |
| Olympiakos                                                 | 4-1 | 1-0 | 4-1 | 2-1 | 2-1 | 5-1 | 5-0 | 3-0 | 4-0 | 1-0 |     | 1-1 | 2-1 | 4-0 | 0-1  | 4-0 |
| Panathinaïkos                                              | 0-0 | 5-1 | 2-0 | 1-0 | 1-0 | 1-3 | 2-1 | 3-1 | 1-1 | 3-0 | 0-3 |     | 4-0 | 1-0 | 0-2  | 2-2 |
| Panetolikós FC                                             | 2-1 | 2-1 | 1-2 | 1-1 | 1-2 | 2-1 | 1-0 | 2-2 | 2-2 | 2-1 | 0-5 | 0-1 |     | 5-0 | 1-2  | 0-0 |
| Paniónios GSS                                              | 0-2 | 0-1 | 1-0 | 1-0 | 2-2 | 2-2 | 2-1 | 1-0 | 1-0 | 1-1 | 0-1 | 2-0 | 3-0 |     | 0-1  | 1-0 |
| PAOK Salonique                                             | 2-0 | 2-0 | 1-1 | 1-0 | 3-0 | 4-0 | 2-1 | 3-0 | 2-1 | 5-0 | 3-1 | 2-0 | 2-1 | 3-0 |      | 2-0 |
| AO Xanthi                                                  | 1-3 | 2-0 | 0-1 | 0-0 | 2-1 | 3-0 | 2-1 | 0-0 | 1-0 | 0-1 | 1-1 | 0-1 | 1-1 | 0-1 | 1-2  |     |
| - Victoire à domicile - Match nul - Victoire à l'extérieur |     |     |     |     |     |     |     |     |     |     |     |     |     |     |      |     |

### Barrage de relégation
Le treizième du championnat affronte le deuxième de la deuxième division à la fin de la saison dans le cadre d'un barrage aller-retour afin de déterminer le dernier participant du championnat 2019-2020.
L'OFI Crète, treizième, se trouve ainsi opposé au Platanias FC, deuxième du deuxième échelon. Le match aller prend place le 19 mai 2019 et le match retour trois jours plus tard le 22 mai. Après un match nul et vierge sur la pelouse du Platanias, l'OFI parvient à l'emporter 3-2 chez lui et à assurer son maintien en première division.
| Équipe            | Aller | Total | Retour | Équipe         |
| ----------------- | ----- | ----- | ------ | -------------- |
| Platanias FC (D2) | 0 - 0 | 2 - 3 | 2 - 3  | (D1) OFI Crète |

## Bilan de la saison
| Championnat de Grèce de football 2018-2019 |                           |
| Champion                                   | PAOK Salonique (3e titre) |
| Dauphin                                    | Olympiakos                |
| Coupes et trophées                         |                           |
| Vainqueur de la Coupe de Grèce 2018-2019   | PAOK Salonique            |
| Qualifications continentales               |                           |
| Ligue des champions de l'UEFA 2019-2020    | PAOK Salonique            |
| Ligue des champions de l'UEFA 2019-2020    | Olympiakos                |
| Ligue Europa 2019-2020                     | AEK Athènes               |
| Ligue Europa 2019-2020                     | Atromitos FC              |
| Ligue Europa 2019-2020                     | Aris Salonique            |
| Promotions et relégations                  |                           |
| Promus en première division                | Volos NFC                 |
| Relégués en deuxième division              | PAS Giannina              |
| Relégués en deuxième division              | Levadiakos                |
| Relégués en deuxième division              | Apollon Smyrnis           |